# Euphorbia violacea
Euphorbia violacea är en törelväxtart som beskrevs av Jesse More Greenman. Euphorbia violacea ingår i släktet törlar, och familjen törelväxter. Inga underarter finns listade i Catalogue of Life.